# Гархвал
Гархвал (хинди गढ़वाल, англ. Garhwal) — один из двух административных регионов индийского штата Уттаракханд, расположенный на территории исторической области Гархвал.

## География
Регион преимущественно расположен в Гималаях и граничит с Тибетским автономным районом КНР на севере, регионом Кумаон на востоке, штатами Уттар-Прадеш и Химачал-Прадеш на юге и западе, соответственно. Регион подразделяется на 7 округов: Деградун, Паури-Гархвал, Рудрапраяг, Тихри-Гархвал, Уттаркаши, Харидвар и Чамоли. Административный центр — город Паури.
Большая часть региона представляет собой протянувшиеся в разных направлениях горные хребты, окружённые узкими долинами, многие из которых превратились в ущелья. Единственной плоской частью региона является полоса вдоль южной границы, когда-то покрытая саваннами и сухими тропическими лесами. Самые высокие горы находятся на севере: Нанда-Деви (7826 м), Камет (7750 м), Тришул (7131 м), Бадринатх (7079 м), Дунагри (7070 м) и Кедарнатх (6940 м). Здесь находится исток реки Алакнанда, одной из рек, которые при слиянии возле города Девпраяг образуют Ганг.
Сельское хозяйство в основном развито только в долинах основных рек.

## История
Считается, что регион получил своё название от 52 «гархов», то есть крепостей независимых княжеств, которые существовали здесь в средние века. Административный регион Гархвал был основан после обретения Индией независимости в 1947 году, сначала в составе штата Уттар-Прадеш, а с 2000 года — Уттаракханд.